# Kargowa (plaats)
Kargowa (Duits: Unruhstadt) is een stad in het Poolse woiwodschap Lubusz, gelegen in de powiat Zielonogórski. De oppervlakte bedraagt 4,15 km², het inwonertal 3663 (2005).

## Verkeer en vervoer
- Station Kargowa